# Verwaltungsgericht Ansbach

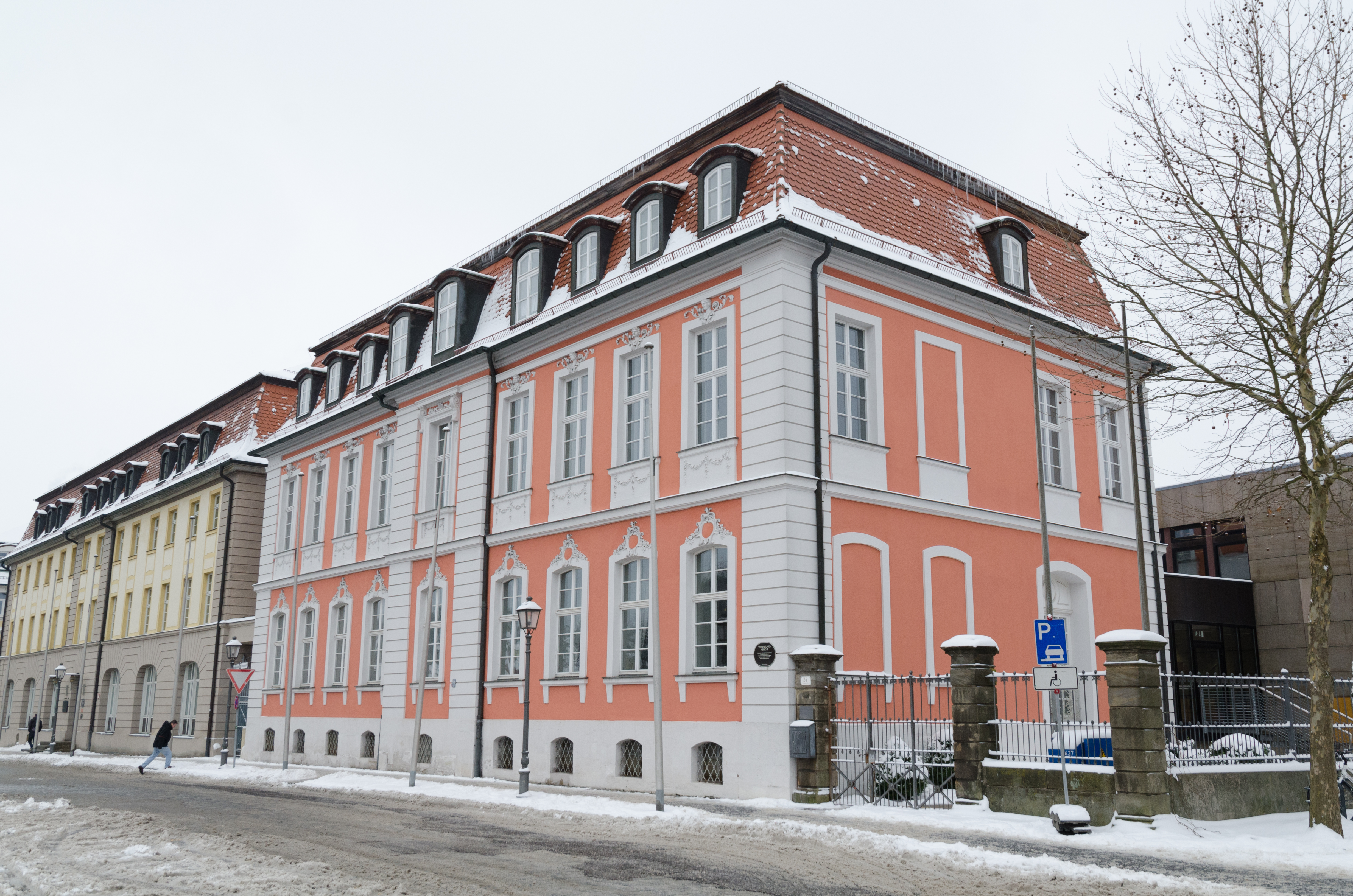
Verwaltungsgericht Ansbach

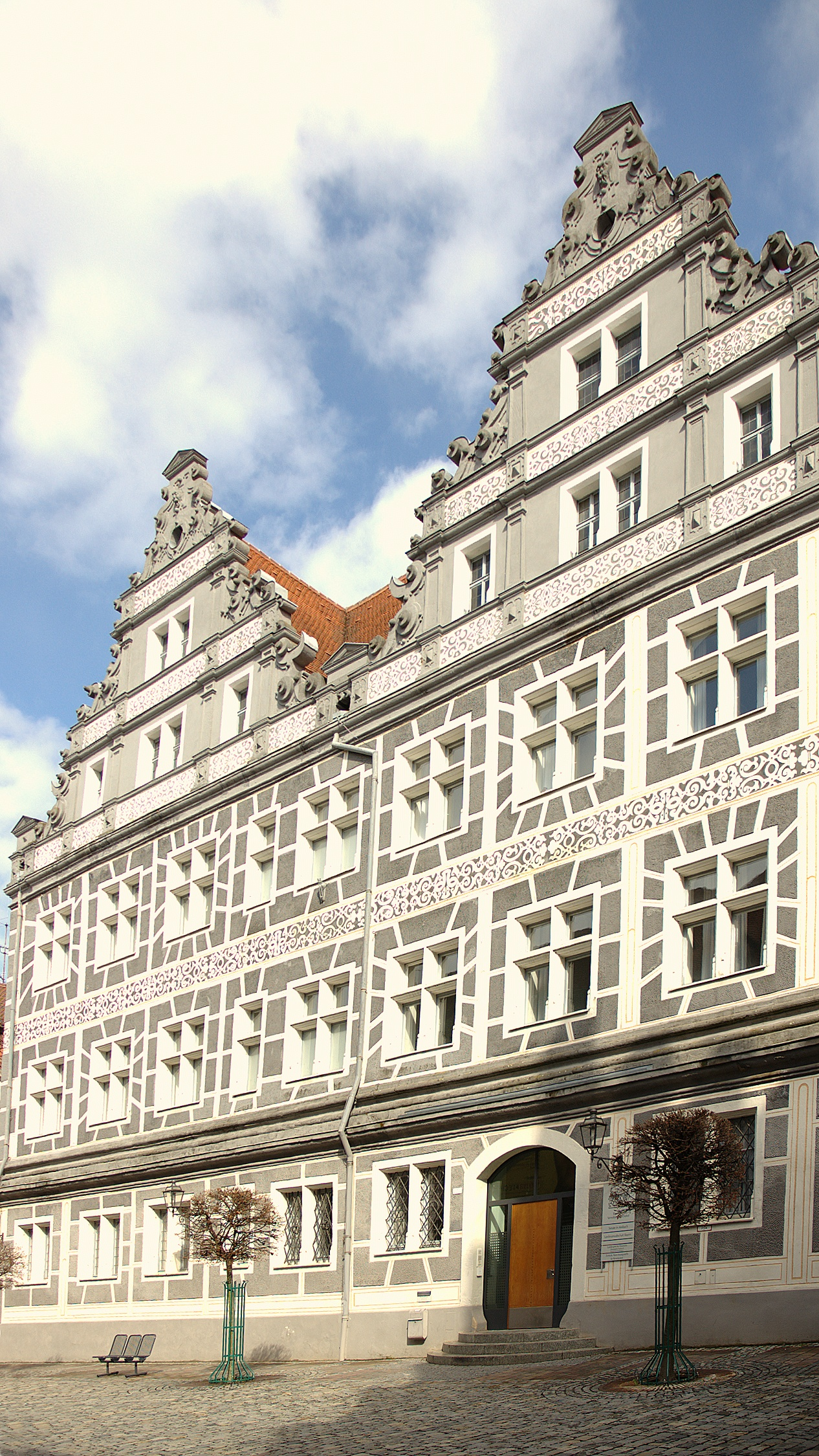
Außenstelle Ansbach des Bayerischen Verwaltungsgerichtshofs

Das Verwaltungsgericht Ansbach ist ein Gericht der Verwaltungsgerichtsbarkeit. Es wurde 1946 gegründet und ist eines von sechs Verwaltungsgerichten (VG) im Freistaat Bayern.

## Gerichtssitz und -bezirk
Das Verwaltungsgericht hat seinen Sitz in Ansbach. Der Regierungsbezirk Mittelfranken bildet den örtlichen Zuständigkeitsbereich des Gerichts.

## Gerichtsgebäude
Das VG Ansbach befindet sich in der Promenade 24–28, 91522 Ansbach. 
Promenade 24 wurde 1718 von Carl Friedrich von Zocha als Musikerpalais erbaut und war ab 1806 Sitz des Regierungspräsidenten; es steht unter Denkmalschutz.

## Übergeordnete Gerichte
Das dem Verwaltungsgericht Ansbach übergeordnete Gericht ist der Bayerische Verwaltungsgerichtshof. Diesem übergeordnet ist das Bundesverwaltungsgericht.

## Präsidentin
Dem Gericht steht die Präsidentin Claudia Frieser vor.